# Biblioteca Can Torró
La Biblioteca Can Torró es una biblioteca pública de Alcudia en Mallorca (España). Se inauguró en 1990 en una asociación entre el municipio y la Bertelsmann Stiftung. La Biblioteca Municipal de Gütersloh sirvió de modelo. Desde 1997, la ciudad de Alcudia es el único patrocinador de la biblioteca.

## Historia
A finales de la década de 1970, se empezó a planificar en Gütersloh una moderna biblioteca municipal con una estructura de tres partes. La ciudad colaboró con la "Bertelsmann Stiftung", que apoyó el proyecto desde el punto de vista conceptual, financiero y organizativo, y aún hoy es accionista minoritaria. La nueva Biblioteca Municipal de Gütersloh se inauguró finalmente en 1984.
En la década de 1980, también se plantearon ideas similares en Alcudia, un municipio de tamaño medio al norte de la isla de Mallorca. Liz y Reinhard Mohn, que durante muchos años tuvieron vínculos privados con la región de las vacaciones, apoyaron el proyecto.[cita requerida] La biblioteca debía convertirse en un centro cultural y de comunicación de la comunidad. Una de las principales tareas de la biblioteca era promover la lectura. La Bertelsmann Stiftung invirtió cerca de un millón de euros en la construcción de la biblioteca.[cita requerida]
Una villa del siglo XIV, ampliamente reformada, sirvió de emplazamiento. En mayo de 1990, la Biblioteca Can Torró abrió sus puertas y se convirtió en un centro cultural para la comunidad. Al cabo de un año, el 25 % de los ciudadanos tomaron prestados los medios, y se contabilizó una media de 3.700 visitas al mes.[cita requerida] En 1997, el Ayuntamiento de Alcudia asumió la responsabilidad exclusiva de la Biblioteca Can Torró. El motivo fue un cambio en la ley que dificultó la gestión de una fundación.
En 2009, la Biblioteca Can Torró experimentó su mayor ampliación hasta la fecha. Con el establecimiento de una segunda sede en el Puerto de Alcudia, los residentes de la ciudad portuaria adyacente a Alcudia tuvieron acceso a los medios y servicios de la biblioteca.

## Fundación
La Biblioteca Can Torró está gestionada por la Fundación Biblioteca Can Torró, una fundación  creada en 1989, reconocida como organización sin ánimo de lucro, que se financia principalmente con donaciones y otras aportaciones, también del sector público.
Los conocimientos adquiridos en el desarrollo de la Biblioteca Can Torró se utilizaron en proyectos de la Fundación Bertelsmann, que quería implantar modernas estructuras administrativas y de gestión en otras bibliotecas españolas. La Fundación Bertelsmann es una fundación filial de la Bertelsmann Stiftung creada en 1995.